# Passeport algérien
Le passeport algérien (en arabe : جواز سفر جزائري) est un document de voyage international délivré aux ressortissants algériens, et qui peut aussi servir de preuve de la nationalité algérienne. Il est délivré exclusivement par l'État algérien et ses représentations à l'étranger. Sa durée de validité est de dix ans depuis mars 2014.
Selon le Henley Visa Restrictions Index 2018, les titulaires d'un passeport algérien peuvent visiter 50 pays sans visa.

## Histoire

### Algérie coloniale (1830-1962)

#### Déplacements vers la France

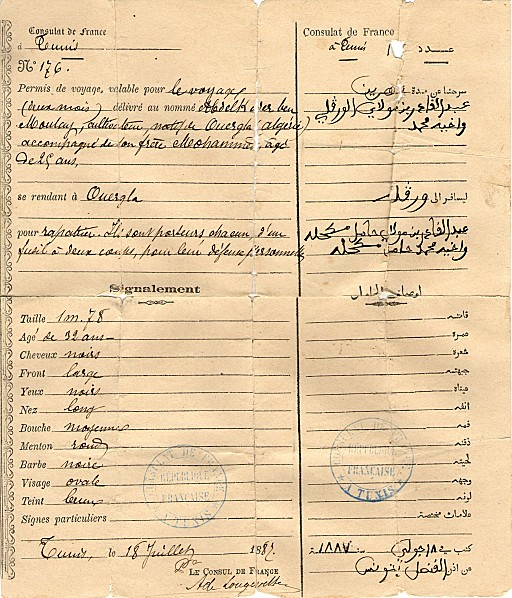
Permis de voyage d'indigènes algériens, délivré le 18 juillet 1887.

Permis de voyage pour les Algériens musulmans, modèle délivré en 1909.

Pendant la conquête de l'Algérie par la France, un premier arrêté, daté du 27 juin 1833, soumet les voyages entre l'Algérie et la France à la possession d'un passeport (celui-ci devant nécessairement avoir été délivré depuis moins d'un an pour les voyages vers la France) ; par la suite, deux arrêtés, datés des 31 mars 1835 et 23 avril 1840, imposent également au voyageur de faire afficher son nom trois jours au moins avant la date de départ prévue.
Un arrêté, daté du 20 mars 1854, rend obligatoire à tous les habitants de l'Algérie la possession d'un passeport délivré par les autorités municipales pour se rendre en France. Une circulaire du 6 mars 1862, complétée par une autre circulaire du 15 mai 1871, n'admet au débarquement à Marseille sans passeport que les citoyens français et les étrangers sauf les Algériens musulmans qui doivent être muni d'un passeport. Un décret du 16 mai 1874, impose un permis de voyage aux Algériens non citoyens pour se rendre en France. Les deux circulaires du 25 janvier 1895 et de décembre 1899 imposent des conditions supplémentaires à l'admission en France des Algériens non citoyens : une autorisation spéciale du préfet délivrée après enquête, et le paiement préalable des frais d'un éventuel rapatriement.
Le permis de voyage à l'intérieur de l'Algérie est supprimé le 24 décembre 1904 pour une certaine catégorie d'Algériens (fonctionnaires, magistrats, notables, domestiques et ouvriers au service d'européens). La circulaire du gouverneur-général du 28 janvier 1905 autorise cette même catégorie de voyager en France sans permis.
Le permis de voyage pour la France est supprimé par l'arrêté du 18 juin 1913, confirmé par la loi du 15 juillet 1914. Cette suppression s'explique par l'importante demande de main-d'œuvre bon marché en métropole. En décembre 1915, en raison de la Première Guerre mondiale, un service d'organisation et de surveillance des travailleurs coloniaux est créé. Cependant, le nombre de travailleurs algériens ne cesse d'augmenter : 30 000 en 1918 contre 5 000 venus par le service d'organisation alors qu'entre 1915 et 1919, 78 000 travailleurs algériens sont recensés en France. De 1924 à 1946, la France met en place plusieurs lois pour restreindre la circulation et l'émigration des « indigènes algériens »,
De 1946 à 1956, la liberté de circulation vers la France est de nouveau rétablie pour tous les Algériens, mais la guerre d'indépendance conduit à la limitation puis à la suppression pure et simple de la liberté de circulation, dans le but d'isoler les travailleurs algériens de France du FLN. Le décret du 17 mars 1956 est mis en application pour réglementer l'entrée, la sortie ou le séjour en Algérie, pour les Français comme pour les étrangers. L'arrêté du 19 mars 1956 impose à toute personne sortant d'Algérie une autorisation de voyage délivrée par les préfets, sous-préfets commandants des territoires du Sud, valable pour un seul voyage. L'arrêté du 28 janvier 1959, va simplifier les entrées et sorties d'Algérie ; il permet de voyager qu'après avoir présenté une carte d'identité. Ce régime est maintenu jusqu'en juillet 1962,.

#### Voyages vers les pays étrangers
La conquête de l'Algérie par la France a poussé de nombreuses familles algériennes à l'exode vers les pays musulmans, en particulier les voisins directs, Maroc et Tunisie. Pour arrêter cette immigration, la France prend plusieurs mesures, l'une d'elles consiste à procurer un passeport aux indigènes en 1848. Le document est délivré par l'administration civile des indigènes créée à Alger en mai 1848. Un arrêté du 20 mars 1854 prescrit que le passeport est délivré par le gouverneur-général. Une circulaire du 25 janvier 1858 tout comme celle de 1895, prescrit aux préfets et commandants des territoires militaires à ne délivrer le passeport qu'après une enquête approfondie sur la moralité, les ressources et l'origine du demandeur, en raison des départs massifs des Algériens musulmans vers les territoires turcs.
La régence de Tunis est la destination choisie par les Algériens de la région et du territoire actuel de l'Algérie pour émigrer sans autorisation ; ils perdent donc leurs biens en Algérie. En 1881, la Tunisie devient protectorat français et, dès janvier 1895, un permis de voyage est mis en place pour permettre le déplacement entre la Tunisie et l'Algérie (délivré avec la précision du but du voyage, avec une validité moins ou plus de six mois). Le départ définitif exige un passeport délivré sur autorisation spéciale par les préfets ou les généraux des territoires de commandement. Une circulaire du 29 janvier 1895 rappelle l'exigence pour se rendre au Maroc. L'article 17 de la loi du 5 juillet 1914 maintient l'exigence du passeport pour les pays musulmans autres que la Tunisie, ce régime est maintenu jusqu'en 1955.
La guerre de libération conduit à instaurer des mesures de contrôle de la circulation, et ce pour empêcher toute aide au FLN. Un arrêté du 12 juillet 1955 impose la possession d'un laissez-passer et d'une carte individuelle ou collective de transhumance délivrés par les autorités de police pour se rendre en Tunisie. Le décret du 17 mars 1956 est destiné à réglementer l'entrée et la sortie du territoire algérien alors qu'un autre arrêté, du 15 juin 1956, impose une autorisation de voyage (délivrée par les autorités civiles et valable pour un seul voyage). Enfin, l'arrêté du 25 février 1962 interdit aux Algériens musulmans de voyager vers la Tunisie et le Maroc (sauf avec une carte d'identité et un certificat d'hébergement).

### Algérie indépendante

#### Passeport ordinaire
Le premier passeport ordinaire algérien est mis en circulation d'une façon temporaire en 1963[réf. nécessaire]. Il est officiellement institué par l'ordonnance no 69-26 du 12 mai 1969, complétée par son décret d'application du 27 juin 1969. Sa durée de validité est de trois ans. Pour voyager en dehors de l'Algérie, la détention d'un passeport individuel est obligatoire à partir de l'âge de 15 ans, un enfant en dessous de cet âge pouvant être mentionné sur le passeport d'une personne majeure ayant autorité légale sur lui. La délivrance d'un passeport exige, outre la présentation de certains documents officiels (document d'état civil, carte nationale d'identité), le paiement d'un droit de timbre de 50 dinars algériens. Une peine d'emprisonnement de trois à six ans et une amende de 1 500 à 15 000 dinars est encourue en cas de falsification du passeport.

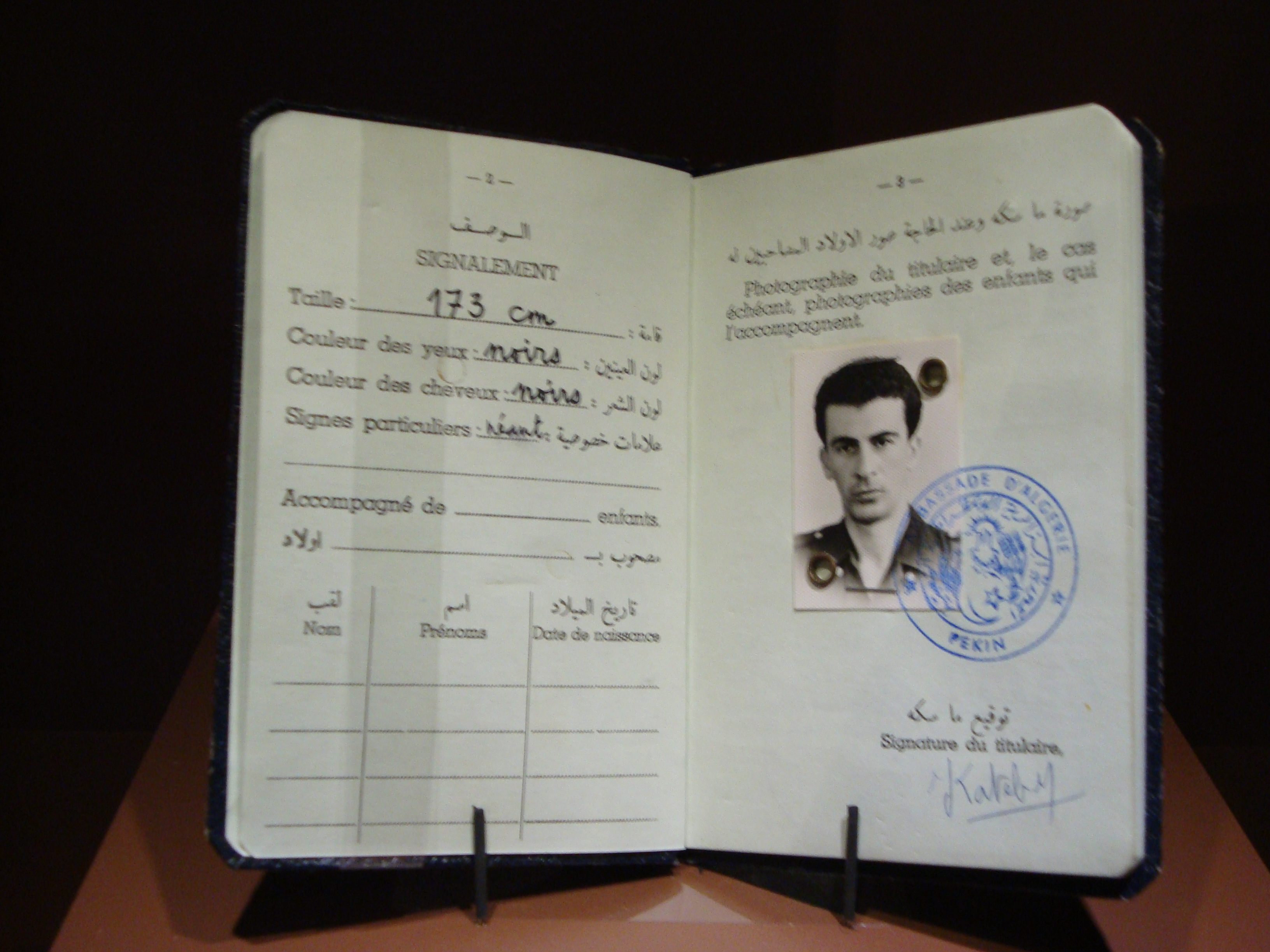
Premier modèle du passeport algérien de Kateb Yacine

Un deuxième modèle de passeport ordinaire est institué par l'ordonnance no 77-1 du 23 janvier 1977, complétée par l'arrêté du 4 avril 1977 fixant les modalités de demande et de délivrance du passeport et l'arrêté du 17 novembre 1979 en fixant les caractéristiques.
En 1995, le troisième modèle du passeport algérien a vu le jour par ordonnance du président Liamine Zéroual, le passeport est toujours en circulation jusqu'au 24 novembre 2015. La création du passeport avait été définie par deux textes règlementaires parus dans le journal officiel du pays, signés par le ministère de l'Intérieur Mostefa Benmansour (un arrêté du 9 décembre 1995, fixant les caractéristiques techniques du passeport national), et l'arrêté du 10 décembre 1995 fixant la date de la mise en circulation du nouveau passeport national. Le 25 novembre 2011, le passeport n'est plus établi.

#### Passeport biométrique
L'organisation de l'aviation civile internationale a fixé une date butoir (24 novembre 2015), pour la généralisation du passeport biométrique électronique dans le monde. Le 5 janvier 2012, le passeport biométrique électronique algérien est mis en circulation. Le passeport est défini par deux textes règlementaires, signés par le ministère de l'Intérieur Dahou Ould Kablia : deux arrêtés du 26 décembre 2011, fixant les caractéristiques techniques du passeport national biométrique électronique et fixant la date de la mise en circulation du passeport).
L'imposition du nouveau passeport a été mal accueillie par l'opinion algérienne (qui n'a pas été consultée pour ces nouvelles mesures qui touchent de près à leur vie privée et la confidentialité de leurs données). En particulier envers l'obligation des femmes à se dévoiler sur les photographies d'identité et l'exigence de se raser pour les porteurs de barbe. Devant cette hostilité populaire le ministère de l’intérieur fait, quelque temps après, marche arrière et annule ces obligations,.
Le 24 février 2014, la loi no 14-03 signée par le président Abdelaziz Bouteflika a prolongé la durée de validité du passeport jusqu'à dix ans, pour les majeurs.

#### Passeport diplomatique

Couverture du passeport diplomatique biométrique électronique algérien

Le premier passeport diplomatique algérien est institué en 1963 sous le gouvernement d'Ahmed Ben Bella, par le décret no 63-202 du 8 juin (fixant les conditions de délivrance de passeport ou des laissez-passer diplomatiques et des passeports de service), abrogé et remplacé par le décret du no 64-266 du 31 août. Les bénéficiaires du passeport sont le chef de l'État, le président et vice-présidents de l'Assemblée nationale, les membres du bureau politique du FLN, le secrétaire général et les membres et anciens membres du gouvernement, les anciens ambassadeurs après avis du gouvernement, le directeur général de la sûreté nationale et les membres du corps diplomatique et consulaire en service à l'étranger ainsi que leurs familles,.
En 1995, le décret présidentiel no 95-141 du 20 mai, et le décret présidentiel no 97-02 du 4 janvier ont fixé les conditions d’attribution des titres officiels de voyage délivrés par le ministère des affaires étrangères, et ont été signés par le président Liamine Zéroual. Le passeport diplomatique a été délivré aux agents diplomatiques et consulaires et à leurs proches, aux attachés de défense nationale, aux attachés militaires de l'air et de la marine pendant la durée de leur mission à l'étranger. Il est également délivré, durant la durée de leurs fonctions, au président de la République, au secrétaire général, aux conseillers de la présidence ainsi qu'à leurs conjoints, enfants mineurs et filles non mariées,.
En 2012, le président Abdelaziz Bouteflika publie un décret présidentiel dans le JO algérien qui complète et modifie le décret présidentiel no 97-02. Ce dernier élargit la liste des titulaires de ce passeport à plusieurs cadres et ex-cadres de l’État, civils et militaires, ainsi qu'à leurs familles (les frères, les cousins et les oncles des cadres, en fonction ou déchargés de responsabilité).

## Types de passeports

Passeport spécial pour le pèlerinage aux lieux saints de l'islam de 2008 et 2009

Le passeport ordinaire, délivré à tous les citoyens algériens qui en font la demande. Il sert à se déplacer à l'extérieur du pays avec ou sans visa et en toute facilité, comme une pièce d'identité nationale.
Le passeport diplomatique, est un passeport attribué à une certaine catégorie de personnes (les enfants, les épouses, les parents, les frères et sœurs des anciens présidents de la république, les officiers supérieurs de l'armée, les secrétaires généraux des ministères, les anciens Premiers ministres, les ministres d'États, le directeur de cabinet du président de la République, le secrétaire général du gouvernement et de la présidence, les conseillers du président retraités et ceux qui ont occupé ce poste pendant sept ans). Ce document sert à se déplacer sans ou avec visa à l'extérieur du pays et comme une pièce d'identité nationale. De plus, il garantit au titulaire l'immunité diplomatique même lors de son voyage à l'étranger,,.
Le passeport de service est un document d'identité et de voyage délivré pour l'accomplissement d'une mission ou d'un déplacement à l'étranger et attribué à une certaine catégorie de personnes (les fonctionnaires civils ou militaires affectés dans les postes diplomatiques ou consulaires, avec leurs enfants mineurs et épouses).
Pour partir au hadj il existe un passeport spécial pour le pèlerinage aux lieux saints de l'islam ; ce document est délivré par le wali, le wali délégué ou le chef de daïra. Il existe d'autres documents de voyage spéciaux comme celui de pilote international pour les pilotes d'aéronefs du service international d'Air Algérie ou le fascicule de navigation maritime (livret de marin).

## Caractéristiques
De format rectangulaire aux coins extérieurs arrondis, le passeport biométrique électronique mesure 125 mm de long et 88 mm de large. Le rayon de courbure des coins arrondis est de 3 mm. Le passeport est assemblé par couture avec un fil blanc apparent au centre du livret.
La couverture du passeport est en plastique de 0,85 mm d'épaisseur, de couleur vert foncé pour le passeport ordinaire, rouge pour le passeport diplomatique, bleue pour le passeport de service. Sur la couverture, il y a des inscriptions en lettres dorées, écrites en trois langues : en arabe, français et anglais. Les textes inscrits sont la mention « République algérienne démocratique et populaire » en haut de la couverture, et en bas la mention « Passeport », suivie du symbole de puce pour la désignation du passeport électronique. Au centre, les armoiries de l'Algérie sont d'un diamètre de 30 mm,.

### Page d'identité

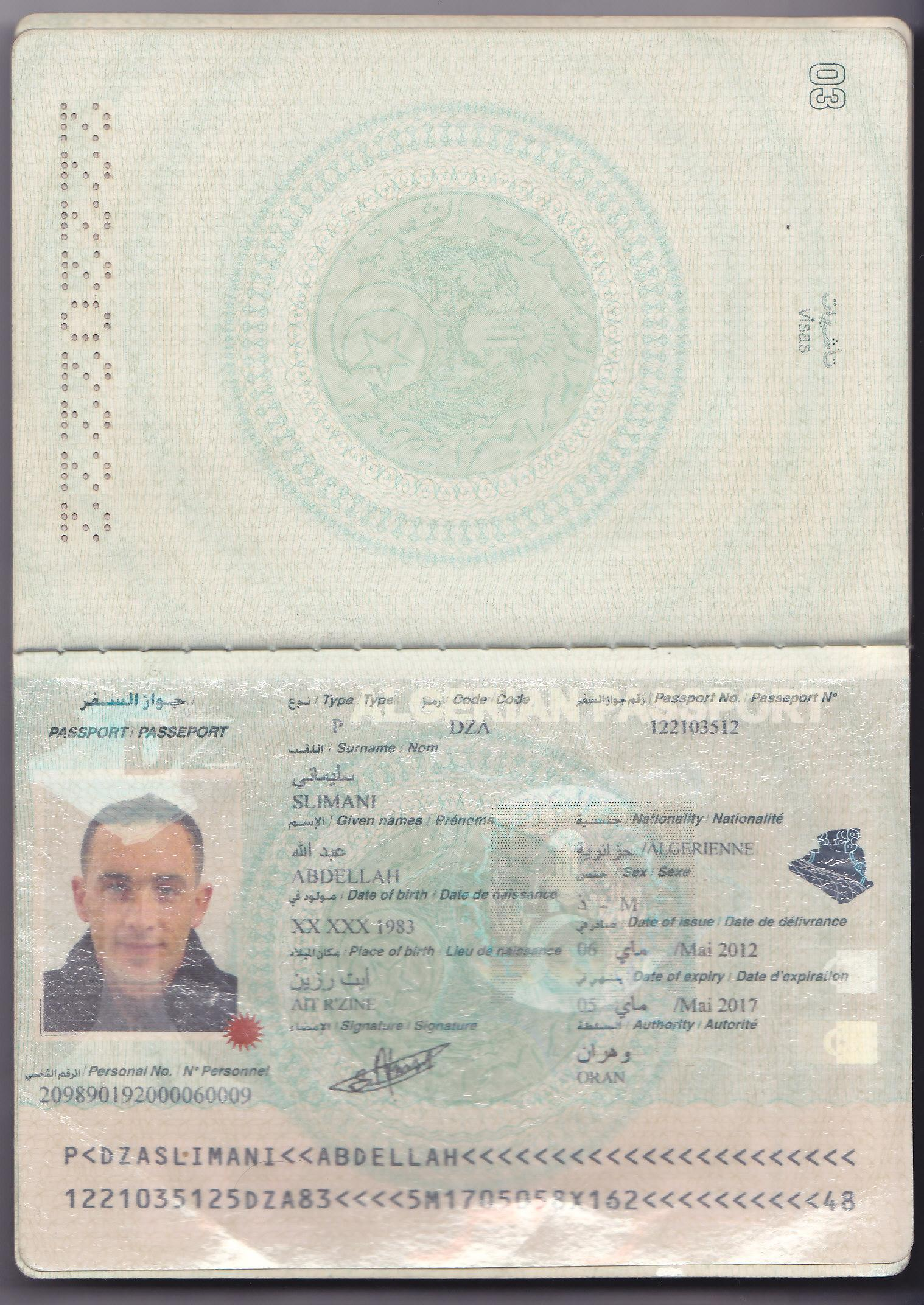
Les pages d'identité d'un passeport biométrique

La page d'identité et la 2e page du passeport sont protégées par un laminat transparent thermoscellé. Dans cette page, toutes les informations du titulaire sont inscrites. Elle est composée de deux zones : la première est la zone visuelle, la seconde est la zone de lecture automatique.
La zone visuelle contient des inscriptions en trois langes (arabe, français, anglais). À la gauche de la page en trouve la mention « Passeport » écrites dans ses trois langues, la photographie numérisée du titulaire et en bas de celle-ci un numéro d'identification national unique « NIN ». Au centre de la page la lettre « P » identifie les passeports ordinaires, « DP » identifie les passeports diplomatiques et « PS » identifie les passeports de service avec la mention de la fonction du titulaire, en plus du code de l'État algérien (DZA). Ensuite viennent le nom, le ou les prénoms, date et lieu de naissance du titulaire avec la signature. À la droite de la page se trouve le numéro du passeport, le nom de l'époux (mort pour ou vivant), le sexe, la date de délivrance et d'expiration du passeport et l'autorité ayant délivré le document. Enfin, une reproduction de la photographie figure, selon la technique de la microperforé,.
La zone de lecture automatique correspondant aux deux lignes qui contiennent des informations codifiées (type de document, code de l'État DZD, nom et prénom et numéro du passeport, nationalité algérienne, date de naissance, sexe et date d'expiration du passeport du titulaire).
Sur le laminat transparent se trouvent plusieurs figures et mentions. La partie supérieure de la photographie comporte une carte de l'Algérie avec la mention DZ (le « D » à l'intérieur de la carte) et la partie inférieure de la photo comporte la figure du mémorial du martyr d'Alger. Sur la zone des renseignements, au centre, il y a le sceau de l'État, et en haut une mention en anglais (Algerian passport) ; le côté intérieur droit de la zone des renseignements comporte deux figures du drapeau algérien juxtaposées verticalement.

### Autres pages
Toutes les pages intérieures du passeport sont en papier de couleur chamois, d'une épaisseur de 105 μm comportant au centre, et en filigrane, les armoiries de l'Algérie, d'un diamètre de 50 mm, et numérotées de trois à 28 (ces pages comportent le numéro du passeport, perforées par laser en bas de page, et en haut et au centre, la mention « visa » en langue arabe et en caractères latins), les pages une et deux n'ont pas de numéro. Le Passeport comporte 14 feuillets.
Les pages internes sont de couleur verdâtre pour le passeport ordinaire, de couleur rougeâtre pour le passeport diplomatique et de couleur bleuâtre pour le passeport de service.
Dans la première page de garde, un texte en langue arabe classifie quatre recommandations suivantes : le passeport est personnel et ne peut être ni prêté ni envoyé par courrier car il contient une puce électronique sensible. II est recommandé à son titulaire d'en prendre soin. Toute détérioration (ou contrefaçon) de la puce peut la rendre illisible et entrainer la nullité du document. En cas de perte ou de destruction, le titulaire doit en informer immédiatement l'autorité administrative ou consulaire compétente. La deuxième page de garde (page no 28) contient un texte en français et en anglais qui cite les recommandations de la 1re page de garde.
La première page du passeport comporte plusieurs mentions, écrites en arabe, français, et anglais (à l'encre noire) ; en haut : « République algérienne démocratique et populaire », en bas : « Ce passeport est la propriété de l'État algérien » et « Ce passeport contient 28 pages ». Le centre de la page comporte le sceau de l'État.

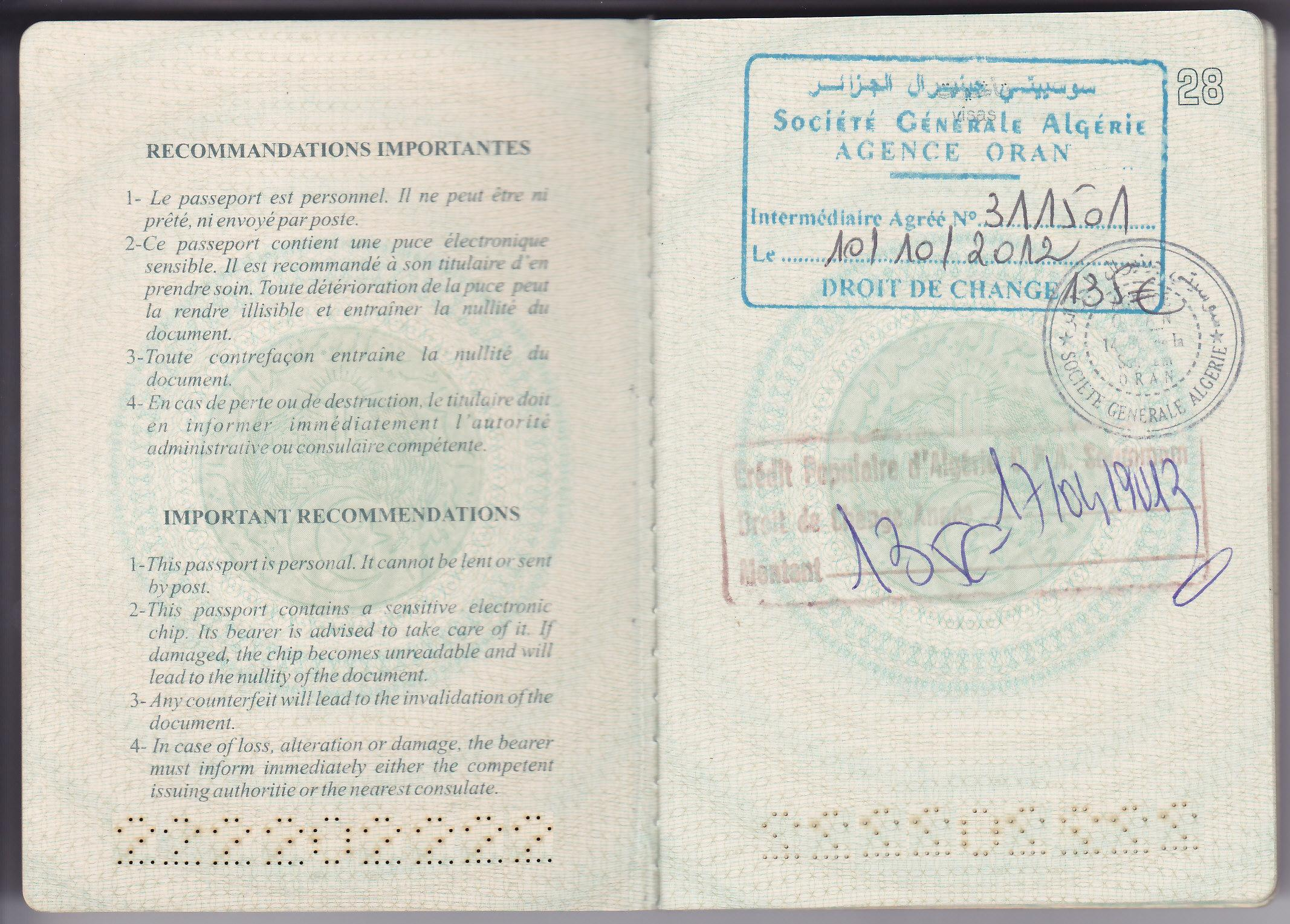
28e page et 3e page de couverture du passeport biométrique algérien
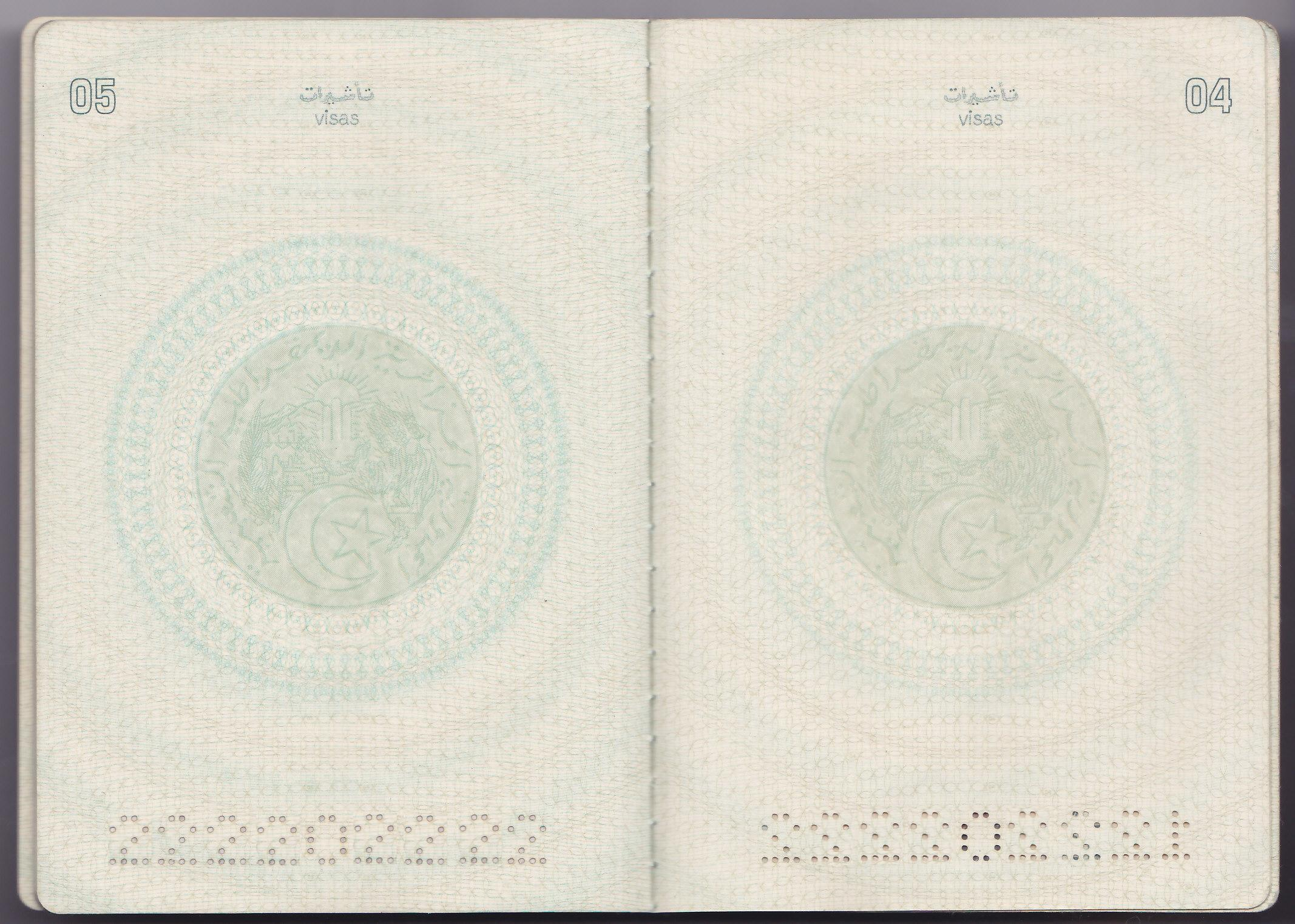
4e et 5e pages du passeport biométrique algérien
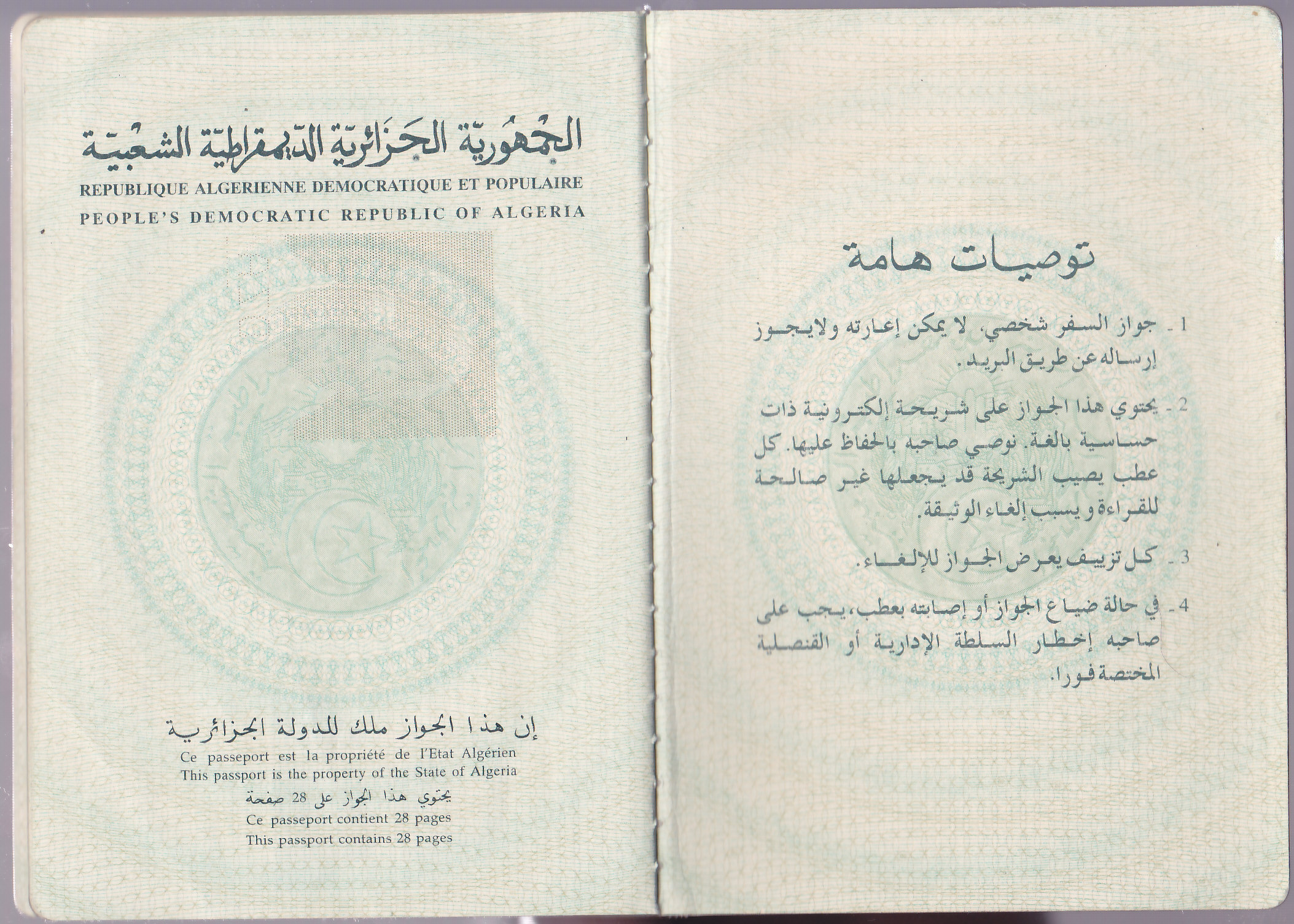
2e de couverture et 1re page du passeport biométrique algérien

## Délivrance et validité
Les passeports algériens ordinaires sont délivrés par les daïras (en Algérie) et par les consulats (hors d'Algérie). Le dépôt de la demande et le retrait du document se font dans une daïra ou un consulat et est valable dix ans. Le passeport n'est délivré aux militaires qu'avec l'autorisation du ministre de la défense nationale.
Les passeports délivrés en urgence sont eux valables un ou deux ans selon les situations. La première situation concerne les cas avérés de personnes handicapées, ou malades, qui ne peuvent pas se déplacer pour faire leurs formalités de demande ou leurs données biométriques. Elle concerne également les personnes qui ne peuvent pas joindre l'extrait d'acte de naissance no 12-S ; dans ce cas elles peuvent présenter leur extrait d'acte de naissance no 12 ordinaire, et leurs dossiers seront complétés à l'expiration de ce document à condition qu'elles accomplissent toutes les formalités d'enrôlement de leurs données biométriques. La deuxième situation concerne les cas avérés de personnes qui ont besoin d'obtenir un passeport d'urgence et ne pouvant pas joindre l'extrait d'acte de naissance no 12-S ; elles seront alors obligées de présenter l'extrait d'acte de naissance ordinaire no 12 et d'accomplir les formalités d'enrôlement de leurs données biométriques.
Pour le passeport de service, la validité du document est de quatre ans ; il est délivré par le ministère des affaires étrangères . Le fascicule de navigation maritime (livret de marin) est délivré par le wali du lieu d'immatriculation ou par le consulat sur demande écrite du capitaine ; sa validité est de cinq ans mais elle peut être limitée : si le demandeur est à l’étranger, à la demande du capitaine, le consulat peut établir le fascicule valable pour une durée de voyage jusqu'à l’arrivée du navire dans le premier port algérien. Pour un voyage d'une durée limitée, le document peut être établi à des personnes qui travaillent dans le secteur maritime après autorisation du secrétaire d’État à la pêche et aux transports maritimes.
L’établissement et la délivrance du passeport spécial pour le pèlerinage aux lieux saints de l'islam sont fixés annuellement par arrêté du ministre de l'intérieur, après avis de la commission du pèlerinage. Sa validité est d'un an.
Le Journal officiel n°31 a publié un décret exécutif le 7 mai 2023 signé par le Premier ministre Aïmene Benabderrahmane, qui porte sur les modalités de remise et de destruction du passeport. Ce texte définit les procédures à suivre pour la remise du passeport aux autorités de délivrance et son enregistrement électronique. Lorsque le passeport n'est pas retiré dans les six mois suivant la notification de sa disponibilité, il est annulé et détruit par l'autorité compétente. Les passeports détruits sont conservés et archivés conformément à la réglementation en vigueur. Le titulaire d'un passeport détruit peut présenter une nouvelle demande en s'acquittant des droits de timbre fixés par la législation en vigueur.

### Demande
Pour obtenir le passeport algérien, il faut rassembler un ensemble de documents. À l'arrivée du passeport biométrique, l'administration algérienne a rétréci la liste des documents exigés pour faire sa demande.
Pour faire la demande, la présence du demandeur est obligatoire pour le dépôt du dossier qui est constituée:
- Du formulaire de demande de passeport fourni par le service consulaire (hors Algérie) et daïra (en Algérie) ou téléchargeable sur le site internet du ministère de l'Intérieur et des collectivités locales.
- De l'extrait d'acte de naissance spécial no 12 de l’intéressé.
- De l'ancien passeport expiré accompagné de l'acte de naissance ou de décès de l'un des parents.
- Du certificat de résidence datant de moins de six mois.
- Du justificatif de l’activité (attestation de travail, certificat de scolarité pour les étudiants ou les enfants scolarisés) et du justificatif de séjour à l’étranger pour les résidents à l’étranger.
- De quatre photographies en couleur, numériques, récentes et identiques, et la copie de la carte du groupe sanguin.
- De la quittance fiscale ou timbre fiscal de 6 000 dinars.
- Si le demandeur fait sa demande pour la première fois, il doit joindre le certificat de nationalité ou en cas de perte ou de vol, il doit joindre une déclaration.
- Pour les résidents l’étranger une carte d'immatriculation consulaire est obligatoire,
- Le demandeur doit passer l’enrôlement des empreintes digitales (ne concerne que les personnes âgées de plus de douze ans), la prise de la photographie d’identité ou toutes les caractéristiques du visage peuvent être distinguer et de la signature, numérisées.

La possession de plus d'un titre de voyage algérien de même nature est interdite.

## Exemptions de visas

### Passeport ordinaire
Selon le Henley Visa Restrictions Index 2018, la possession d'un passeport algérien permet aux ressortissants algériens de visiter 49 pays sans visa, ce qui met l’Algérie à la 90e place dans le monde (à la même position que le Liberia, la Guinée Équatoriale, Laos) pour le nombre de pays accessibles sans formalité de visa
| Pays et territoires d'Afrique                                      | Conditions d'accès                                                 | Pays et territoires d'Asie      | Conditions d'accès                     |
| Indonésie 30 jours (Pas de visa à l'arrivée, demande au préalable) | Indonésie 30 jours (Pas de visa à l'arrivée, demande au préalable) | Malaisie                        | 3 mois                                 |
| Guinée                                                             | 3 mois                                                             | Maldives                        | 30 jours                               |
| Mali                                                               | 3 mois                                                             | Oman                            | 14jours                                |
| Maroc                                                              | 3 mois                                                             | Yémen                           | 3 mois visa gratuit obtenu à l'arrivée |
| Mauritanie                                                         | 3 mois                                                             | Jordanie                        | 3 mois                                 |
| Sainte-Hélène, Ascension et Tristan da Cunha                       | 90 jours                                                           | Pays et Territoires d'Amérique  | Conditions d'accès                     |
| Seychelles                                                         | 1 mois                                                             | Grenade                         | 3 mois                                 |
| Tunisie                                                            | 3 mois                                                             | Haïti                           | 3 mois                                 |
| Pays et Territoires d'Océanie                                      | Conditions d'accès                                                 | Montserrat                      | 3 mois                                 |
| Micronésie                                                         | 30 jours,                                                          | Saint-Christophe-et-Niévès      | 14 jours                               |
| Niue                                                               | 30 jours                                                           | Saint-Vincent-et-les Grenadines | 31 jours                               |
| Palaos                                                             | 30 jours                                                           | Îles Turques-et-Caïques         | 30 jours                               |
| Samoa                                                              | 60 jours                                                           | Tuvalu                          | 1 mois                                 |
| Dominique                                                          | 21 jours                                                           |                                 |                                        |
| Équateur                                                           | 3 mois                                                             |                                 |                                        |
| Cuba                                                               | 3 mois                                                             |                                 |                                        |

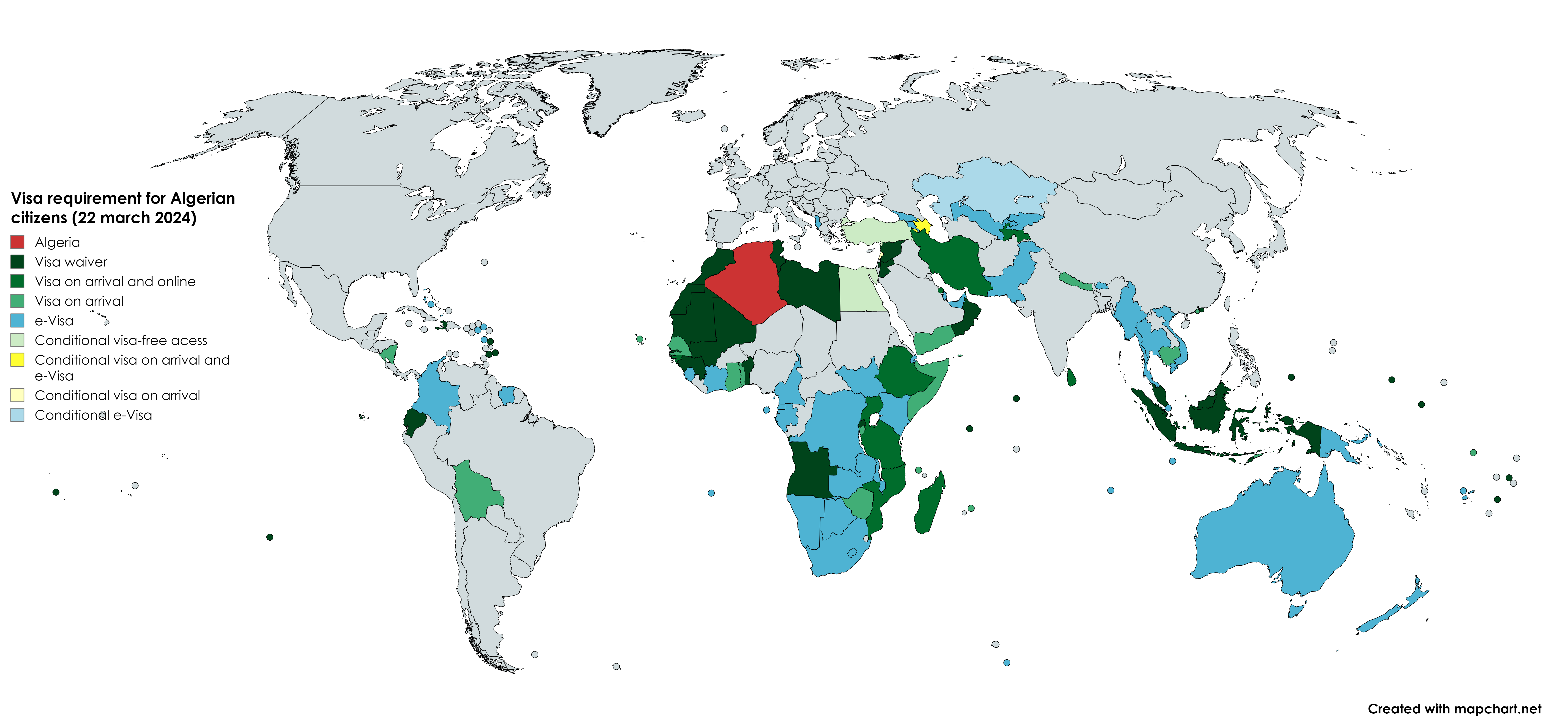
Visa requirement for Algerian citizens 22 march 2024.

Liste des pays accessibles avec un visa autre que celui du pays qui l'a délivré
| Afrique                   | Conditions d'accès | Dernière MAJ                                  |
| Rwanda                    | Si titulaire d’un visa avec mention "East African Tourist Visa" délivré par le Kenya ou Ugunda et dont le pays délivrant est le pays de premiere entrée. | Depuis                                        |
| Ouganda                   | : Si titulaire d’un visa avec mention "East African Tourist Visa" délivré par le Kenya ou Rwanda et dont le pays délivrant est le pays de premiere entrée . | Depuis                                        |
| Kenya                     | : Si titulaire d’un visa avec mention "East African Tourist Visa" délivré par le Rwanda ou Ugunda et dont le pays délivrant est le pays de premiere entrée . | Depuis                                        |
| Sao Tomé-et-Principe      | : un séjour maximum de 15 jours si titulaire d’un visa USA ou Schengen qui expire au minimum 3 mois après la date d’entrée. | Depuis                                        |
| Asie                      | Conditions d'accès | Dernière MAJ                                  |
| Corée du Sud              | : si titulaire d’un visa délivré par Australie, Nouvelle-Zélande, Canada ou USA. | Depuis                                        |
| Géorgie (pays)            | : visa issued by an EEA Member State Australie, Bahrain, Bermudes, Canada, Cayman Isl., Falkland Isl. (Malouines), Gibraltar, Israël, Japon, Corée-du-Sud, Koweït, Nouvelle-Zélande, Oman, Qatar, Saudi Arabia, Suisse, Turks and Caicos Isl., USA, United Arab Emirates or Virgin Isl. (British). | Depuis                                        |
| Amériques et les Antilles | Conditions d'accès | Dernière MAJ                                  |
| Montserrat                | : si titulaire d’un visa délivré par Canada, USA, ou un membre de l’EU. | Depuis                                        |
| Mexique                   | : un séjour maximum de 180 jours si titulaire d’un visa délivré par :USA | Depuis                                        |
| République dominicaine    | : un séjour maximum de 90 jours si titulaire d’un visa USA, UK, Canada ou membre de l’EU. | Depuis                                        |
| Bermudes                  | : si titulaire d’un visa multiple entrée délivré par le Canada, USA ou UK. | Depuis                                        |
| Costa Rica                | : si titulaire d’un visa délivré par un membre de l’Union Européen , Japan, ou USA si le type de visa est (B1-B2-C1-D), ou Canada (exclusivement le visa à entrée multiple) ceci pour un séjour maximum de 30 jours.                                                                               | Depuis                                        |
| Antigua-et-Barbuda        | : si titulaire d’un visa USA, Canada ou Schengen, les frais d’entrée sont de 100 $, un e-visa sur le | lien suivant : http://www.immigration.gov.ag/ |
| Aruba                     | : Titulaire d’un visa Canada , USA ou Schengen un séjour maximum de 90jours est autorisé. | Depuis                                        |
| Belize                    | : si titulaire d’un visa Schengen pour un séjour maxi de 90jours, sinon en payant 50 $ en plus du fait d’avoir un visa USA. | Depuis                                        |
| Dominique                 | : un séjour maximum de 180jours si titulaire d’un visa USA, UK, Canada ou Schengen. | Depuis                                        |
| Curacao                   | : Si titulaire d’un visa Schengen multiple entrée pour un séjour maximum de 90 jours. | Depuis                                        |
| Nicaragua                 | : Si titulaire d’un visa Schengen, Canada ou USA. | Depuis                                        |
| Panama                    | : si titulaire d’un visa délivré par le Canada, Australie, USA ou un membre de l'EU pour un séjour maximum de 30 jours. | Depuis                                        |
| Montserrat                | : un maximum de 90 jours si titulaire d’un visa USA, UK, Canada | Depuis                                        |
| Îles Turques-et-Caïques   | Anguilla : Si titulaire d’un visa UK | Depuis                                        |
| Europe                    | Conditions d'accès | Dernière MAJ                                  |
| Belarus                   | Visa à l’arrivée dans l’aéroport de MINSK (MSQ) si demandé au moins 5 jours avant la date d’arrivée. | Depuis                                        |
| Albania                   | Passeport valide au minimum 3 mois à l’arrivée, pour un séjour maximum de 90 jours si détenteurs d’un visa : USA, UK Schengen multiple entrée et consommé au minimum une fois. | Depuis                                        |
| Croatie                   | si titulaire d’un visa double ou multiples entrées délivré par Bulgarie, Chypre, Roumanie ou Schengen. | Depuis                                        |
| Chypre                    | si titulaire d’un visa double ou multiples entrées délivré par Bulgarie, Croatie, Roumanie ou Schengen. | Depuis                                        |
| Andorre                   | si titulaire d’un visa Schengen ou tout autre document permettant de transiter par la France ou par l’Espagne. | Depuis                                        |
| Gibraltar                 | si titulaire d’un visa délivré par le Royaume-Uni ou par la république d’Irlande | Depuis                                        |
| Bulgarie                  | : si titulaire d’un visa C multiple entrée délivré par : Croatie, Chypre, Roumanie ou Schengen, pour un séjour maximum de 90jours. | Depuis                                        |
| Kosovo                    | : 15 jours si titulaire d’un Visa Schengen à entrées multiples. | Depuis                                        |
| Macédoine                 | : si titulaire d’un visa double ou multiple entrée délivré par USA, UK, Canada, Schengen pour un séjour maximum de 15 jours. | Depuis                                        |
| Monténégro                | : un séjour maximum de 30 jours si titulaire d’un visa délivré par : UK, république d'Irlande, USA ou Schengen. | Depuis                                        |
| Roumanie                  | : si titulaire d’un visa double ou multiple entré délivré par Bulgarie, Chypre, Croatie ou Schengen. | Depuis                                        |
| Serbie                    | : un séjour maximum de 90 jours si titulaire d’un visa USA, Suisse ou d’un membre de l’EEA. | Depuis                                        |
| Océanie                   | Conditions d'accès | Dernière MAJ                                  |
| Îles Mariannes du Nord    | : un séjour maximum de 30 jours si titulaire d’un visa USA valide au moins 6 mois. | Depuis                                        |

### Passeport diplomatique
Un visa avec un passeport diplomatique algérien possède une durée de validité de trois mois (ou 90 jours) pour tous les pays du tableau ci-dessous, sauf pour l'Afrique du Sud qui autorise une entrée de 30 jours.

Carte des pays autorisés pour les visas du passeport diplomatique algérien

| Pays d'Afrique | Pays d'Europe      | Pays d'Asie         |
| Afrique du Sud | Albanie            | Émirats arabes unis |
| Angola         | Allemagne          | Malaisie            |
| Bénin          | Bosnie-Herzégovine | Qatar               |
| Égypte         | Croatie            | Corée du Sud        |
| Éthiopie       | Danemark           | Turquie             |
| Niger          | Espagne            | Viêt Nam            |
| Nigeria        | France             | Syrie               |
| Sénégal        | Grèce              | Yémen               |
| Libye          | Italie             | Pays d'Amérique     |
| Mali           | Malte              | Argentine           |
| Maroc          | Portugal           | Brésil              |
| Mauritanie     | Roumanie           | Mexique             |
| Seychelles     | Serbie             | Pérou               |
| Tunisie        | Slovaquie          | Venezuela           |
| Guinée         | Suisse             | Cuba                |